# Ankó
Ankó (japonsky 安康天皇, Ankó-tennó) byl v pořadí 20. legendárním japonským císařem podle tradičního pořadí posloupnosti.
Císař Ankó je prvním japonským historickým panovníkem, o němž panuje všeobecná shoda jako o vládci celého Japonska či jeho podstatné části.
K období života a vlády tohoto císaře nelze přiřadit žádná pevná data, ale všeobecně panuje názor, že vládl od roku 453 do roku 456.

## Legenda
Císař Ankó vládl v 5. století, v letech 453–456. Podle kronik Kodžiki a Nihonšoki byl druhým synem císaře Ingjóa. Při narození dostal jméno Anaho (穴穂皇子). Korunním princem byl původně jeho starší bratr Kinaši no Karu, ten však ztratil přízeň panovnického dvora kvůli svému incestnímu vztahu se sestrou, princeznou Karu no Óiracume. Po nezdařeném pokusu shromáždit vojsko proti Ankóovi, byli Kinaši no Karu i jeho sestra vypovězeni, načež spáchali sebevraždu.
Ankó byl zavražděn ve třetím roce své vlády princem Majowou no Ókimim, jako odplata za popravu jeho otce prince Ókusaky.
Ankóův titul by dnes nezněl tennó, neboť, jak se mnozí historikové domnívají, tento titul byl zaveden až za vlády císaře Temmu. Spíš by zněl Sumeramikoto či Amenošita Širošimesu Ókimi (治天下大王), což znamená „velký král vládnoucí všemu pod nebesy“. Mohl by také být nazýván ヤマト大王/大君 neboli „velký král dynastie Jamato“.
Místo, kde byl císař Ankó pohřben není známo. Císař je proto tradičně uctíván v pamětní šintoistické svatyni v prefektuře Nara.

## Rodina
Manželkou byla princezna Nakaši (中磯皇女), dcera císaře Ričúa. Neměl žádné další manželky ani děti.